# تپه باستانی قلعه دشت آقربلاق
این تپه باستانی در موقعیت روستای آقربلاغ از توابع شهرستان ساوجبلاغ واقع گردیده است. شامل قطعات سفالی در خمیرهی نخودی و قرمز با نقوش سیاه رنگ و بیشتر ساده که مربوط به هزاره چهارم و پنجم پیش از میلاد می‌باشد.
این محوطه باستانی با تپه باستانی موشه لان اسماعیل‌آباد در ارتباط است.